# Rogów (stacja kolejowa)

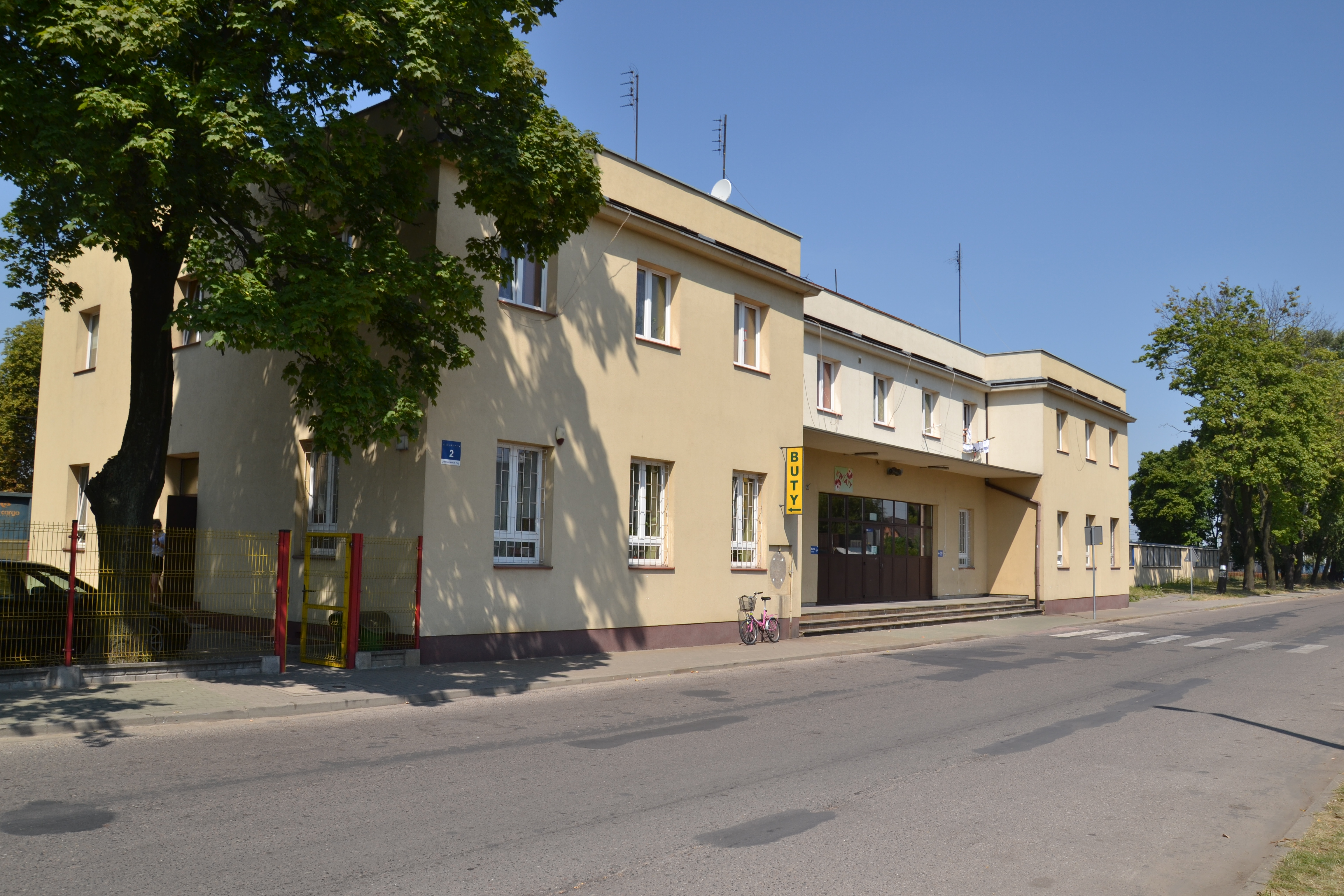
budynek dworca (2020)

Rogów – stacja kolejowa w Rogowie, w województwie łódzkim, w Polsce. Według klasyfikacji PKP ma kategorię dworca aglomeracyjnego. Znajduje się tu 1 peron.

## Ruch pasażerski[2]
| Rok  | Wymiana pasażerska na dobę | Miejsce w Polsce |
| ---- | -------------------------- | ---------------- |
| 2017 | 300-499                    | bd.              |
| 2018 | 500-699                    | bd.              |
| 2019 | 500-699                    | 415.             |
| 2020 | 300-499                    | 469.             |
| 2021 | 300-499                    | 489.             |
| 2022 | 500-699                    | 481.             |
| 2023 | 500-699                    | 465.             |
| 2024 | 700-999                    | 491.             |

## Modernizacja
Na przełomie stycznia i lutego 2019 PKP podpisały z konsorcjum firm Helifactor i MERX umowę na budowę tzw. innowacyjnego dworca systemowego w formie klimatyzowanej poczekalni wraz pomieszczenia kas biletowych i przestrzenią dla punktów handlowo-usługowych. Nowy dworzec udostępniono dla podróżnych w sierpniu 2022 roku.